# Lực lượng Chống ma túy
Lực lượng chống ma túy (tên tiếng Anh: The Drug Enforcement Administration, viết tắt DEA) là một cơ quan thực thi pháp luật liên bang thuộc bộ Tư pháp Hoa Kỳ, có nhiệm vụ chống buôn lậu và sử dụng ma túy tại Hoa Kỳ. DEA không chỉ là cơ quan đứng đầu thực thi các Đạo luật kiểm soát chất cấm trong nước,đồng thời chia sẻ thẩm quyền với Cục điều tra liên bang (FBI) và Cục nhập cư và Hải quan (ICE), mà còn có trách nhiệm phối hợp điều tra ma túy ngoài nước.